# Ист Уиначи
Ист Уиначи (на английски: East Wenatchee, в най-близък превод Източен Уиначи, изговаря се най-близко до Ийст Уиначий) е град в окръг Дъглас, щата Вашингтон, САЩ. Ист Уиначи е с население от 11 570 жители (2008) и обща площ от 6 km². Намира се на 217 m надморска височина. ЗИП кодът му е 98802, а телефонният му код е 509.